# Antonio Díaz (paroisse civile)
Pour les articles homonymes, voir Antonio Díaz.
Antonio Díaz est l'une des dix-sept paroisses civiles de la municipalité de Torres dans l'État de Lara au Venezuela. Sa capitale est Curarigua.

## Géographie

### Démographie
Hormis sa capitale Curarigua, la paroisse civile ne comporte aucun autre noyau de population important. De nombreux écarts sont disséminés sur le territoire.